# Altneuland
Altneuland ist ein utopischer Roman des österreichischen jüdischen Publizisten Theodor Herzl (1860–1904), der erstmals 1902 in Leipzig erschien.

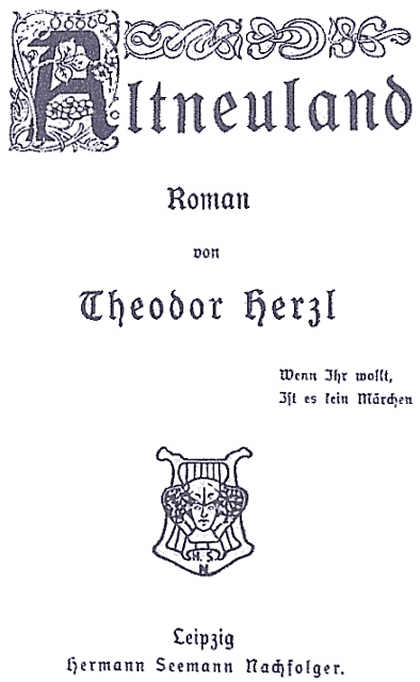
Theodor Herzl: Altneuland

Herzl war der Begründer des politischen Zionismus und präsentierte in diesem Roman sechs Jahre nach seinem sachlich-konzeptuellen Buch Der Judenstaat seine Utopie einer jüdischen Gesellschaftsordnung in Palästina.

## Titel

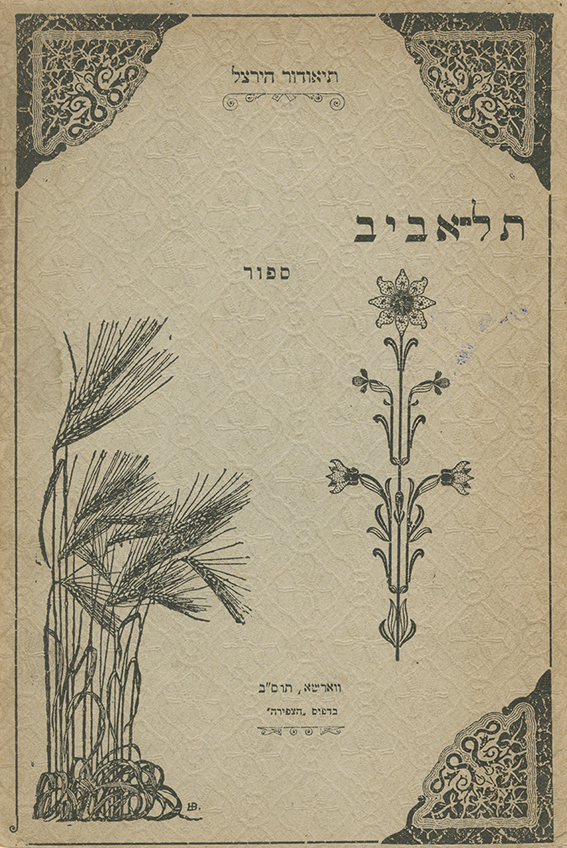
Tel Aviv – Titelblatt der ersten Übersetzung ins Hebräische von 1902.

Den Titel des Romans sieht Aḥad Haʿam in seiner Buchkritik von der Prager Synagoge Altneuschul abgeleitet, deren Name wiederum eine Verballhornung des ursprünglichen Namens Al Th'nai Schul sei. Der Legende nach wurde diese Synagoge unmittelbar nach der Zerstörung des Tempels in Jerusalem durch Jerusalemer Auswanderer erbaut, die die mitgebrachten Steine vom Jerusalemer Tempel als Fundament verwendeten. Dabei wurde der Th'naj (Bedingung) verabredet, „daß sobald der Messias kommt und die Vertriebenen in ihre Heimat zurückkehren, das Haus abgerissen und die Grundsteine wieder nach Zion gebracht werden.“:S. 69

## Inhalt

### Handlung des Romans
Der arbeitslose junge jüdische Jurist Friedrich Löwenberg aus Wien geht mangels beruflicher Aussichten und wegen Liebeskummers Ende 1902 einen Vertrag mit dem verbitterten deutsch-amerikanischen Ingenieur und Millionär Kingscourt (eigentlich Adalbert von Königshoff) ein, ihn auf dessen Anwesen auf einer ansonsten unbewohnten Pazifikinsel zu begleiten und ihm dort bis zu dessen Tod als Gesellschafter zur Seite zu stehen. Ein angebotenes Handgeld zur Regelung seiner Angelegenheiten gibt er der Familie eines jüdischen Betteljungen, David Littwak, dem er kurz zuvor vor dem Kaffeehaus begegnet war. Seiner Hauswirtin täuscht er eine Reise zum Bergsteigen vor.
Auf der Reise mit Kingscourts Yacht durch das Mittelmeer besuchen sie auch Palästina, das nach Ansicht des Millionärs schließlich die „Heimat“ Löwenbergs sei. Von der Küste aus reisen sie durch das damals wüste, verarmte, schmutzige Land nach Jerusalem und zurück. Durch den Suezkanal fahren sie weiter auf die Pazifikinsel. Dort verbringen sie 20 Jahre allein mit Gesprächen, Spielen und Aktivitäten, regelmäßig durch ein Schiff vom Festland versorgt. Auf Zeitungen und aktuelle Literatur verzichten sie bewusst.
Nach 20 Jahren auf der Insel ist Kingscourt neugierig auf die zwischenzeitlichen gesellschaftlichen und besonders technischen Entwicklungen, und er entschließt sich im Frühjahr 1923, zurück nach Europa zu fahren. Sie stellen fest, dass der Schiffsverkehr im Roten Meer und durch den Suezkanal sehr nachgelassen hat, und erfahren, dass die Ursache in Palästina liegt. Daraufhin besuchen sie das Land erneut. Noch am Hafen begegnen sie dem einstigen Wiener Betteljungen, der Löwenberg tot geglaubt hatte und inzwischen eine wichtige Rolle in der „Neuen Gesellschaft für die Kolonisierung von Palästina“ spielt, die in der Zwischenzeit unter der Führung eines Joseph Levy das Land besiedelt und mit einer modernen Infrastruktur versehen hat.
David Littwak nimmt sie in seiner Villa auf und führt sie durch das Land. Die Beschreibung der Reise und der gesellschaftlichen, wirtschaftlichen und technischen Infrastruktur nimmt den Hauptteil des Romans ein: Es haben sich inzwischen viele europäische Juden in Palästina niedergelassen, das auch kulturell und touristisch die gehobene Gesellschaft Mitteleuropas anzieht. Unter anderen begegnet Löwenberg auch seiner einstmals Angebeteten, die es sich mit der Gesellschaft, die er aus Wien in unsympathischer Erinnerung hat, hier gut gehen lässt, und ist schlagartig geheilt.
Im Zuge der Reisen durchs Land und durch die deutlich spürbare Aufbruchstimmung bereut Löwenberg allmählich die verlorenen Jahre und möchte sich in diesem Projekt nützlich machen, fühlt sich jedoch an seinen Vertrag mit Kingscourt gebunden. Dieser wiederum vernarrt sich in Littwaks kleinen Sohn Fritz, so dass er sich am Schluss nach einer Krankheit des Kleinkindes entschließt, in Palästina zu bleiben. Am Sterbebett von Littwaks Mutter, die die gesundheitlichen Folgen ihrer früheren Armut trotz des Heilklimas nicht auskurieren konnte, finden auch Friedrich und Littwaks Schwester Mirjam, eine Lehrerin, die er in Wien als Säugling vor dem Verhungern gerettet hatte, zueinander, und David wird von der Delegiertenversammlung der „Neuen Gesellschaft“ auf Vorschlag der beiden Kandidaten ohne sein Wissen in Abwesenheit zu deren Präsident gewählt.

### Die „Neue Gesellschaft“
Einen großen Teil des Romans nimmt die Beschreibung der Infrastruktur und Gesellschaftsform ein. Die „Neue Gesellschaft für die Kolonisierung von Palästina“ regelt in Herzls Roman die Einwanderung, überwacht die Wirtschaft und übernimmt sämtliche Aufgaben des Städtebaus und der Infrastruktur bis hin zur Schulbildung, inneren Sicherheit und Gesundheitsversorgung. Sie ist jedoch kein Staat, sondern ein genossenschaftlich organisierter Großkonzern, der mit dem Osmanischen Reich einen Besiedlungsvertrag geschlossen hat und außer der Zahlung einer jährlichen Abgabe mit dem Staat nichts zu tun hat. Diese Form wählte Herzl, nachdem ihm die Vorbehalte der osmanischen Herrschaft und der arabischen Bevölkerung gegen einen jüdischen Staat in Palästina zuletzt bei Besuchen vor Ort deutlich vor Augen gestellt worden waren.

#### Wirtschaft
Das Wirtschaftskonzept beruht grundsätzlich auf Privateigentum und Marktwirtschaft, ist jedoch vorwiegend durch Großunternehmen, zumeist große Genossenschaften, geprägt. Allerdings steht der Grund und Boden im alleinigen Eigentum der „Neuen Gesellschaft“ und kann von den Besitzern nur auf jeweils fünfzig Jahre (analog zum Erlassjahr des alttestamentlichen Israel) gepachtet werden, um Bodenspekulation, Großgrundbesitz und dauerhafte Verarmung zu verhindern.
In der Besiedelung folgt der Roman Herzls Konzept aus dem „Judenstaat“: Zunächst migrieren notleidende Ungelernte, die unter Anleitung von Ingenieuren das Land urbar machen und eine grundlegende Infrastruktur herstellen. Bei der Entwässerung von Sumpfflächen setzt Herzl auf Eukalyptusbäume. Als erster Handelszweig entstehen Niederlassungen von Warenhauskonzernen, die hier zunächst Gegenstände des Grundbedarfs und Ladenhüter in großem Stil absetzen können. Dadurch kann der laut Herzl „ineffiziente“ Kleinhandel nicht entstehen. Nach und nach ziehen Angehörige der jeweils nächsthöheren Gesellschaftsschichten nach.
Die meisten Wirtschaftsunternehmen sind genossenschaftlich organisiert. So sind die maßgeblichen Zeitungen und „Telefonzeitungen“ (ein Vorläufer des Radios, siehe Theatrophon) im Besitz ihrer Abonnenten, denen der Gewinn jährlich ausgezahlt wird. Herzl geht davon aus, dass dadurch eine seriöse Berichterstattung gefördert wird. Daneben existieren auch Zeitungen im Privateigentum, die jedoch den besonderen politischen Interessen ihrer Inhaber verpflichtet sind.
Als landwirtschaftliche Produkte erwähnt Herzl Wein und Zitrusfrüchte. Eine große Rolle spielt auch der Tourismus. Herzl stellt das Land der Zukunft als beliebten Urlaubs-, Kur- und Überwinterungsort für die gehobene Gesellschaft Mitteleuropas mit entsprechenden Einrichtungen (Kurorte, noble Hotels) dar.

#### Infrastruktur
Das Land ist durch elektrifizierte Eisenbahnstrecken und asphaltierte Straßen erschlossen und an die Nachbarländer angebunden. Die größeren Städte sind mit einer „Schwebebahn“ versorgt. Unter den Straßen sieht Herzl sogar schon Leerrohre vor, um entsprechend dem technischen Fortschritt neue Versorgungsleitungen mit geringem Aufwand verlegen zu können.
Überlandleitungen versorgen die Ortschaften mit Elektrizität, die zumeist aus Wasserkraft gewonnen wird, unter anderem aus dem Totes-Meer-Kanal, der das Gefälle vom Mittelmeer zum Toten Meer ausnutzt und riesige Turbinen betreibt. Ein Anstieg des Wasserspiegels im Toten Meer entfällt, weil sämtliches Wasser des Jordans zur Bewässerung genutzt wird.
Herzl entwickelt keine technischen Utopien: Sämtliche technischen Errungenschaften, die Herzl in dem Roman beschreibt, entsprechen dem Stand der Technik von 1902 und waren an verschiedenen Orten im Einsatz oder in der Entwicklung.

#### Gesellschaft
Die „Neue Gesellschaft“, die Herzl im Roman beschreibt, ist eine europäisch geprägte Gesellschaft, sie schließt Nichtjuden nicht aus, sondern versteht sich als weltbürgerlich. So ist auch ein wohlhabender Türke namens Reschid Bey Mitglied dieser Gesellschaft und der beste Freund und Nachbar Littwaks. Die Zuwanderung steht allen, ungeachtet ihrer Herkunft, Abstammung und Religion offen. Faktisch besteht die Bevölkerung jedoch zu diesem Zeitpunkt fast ausschließlich aus Juden. Die arabische Bevölkerung Palästinas hat im Roman die Handelsbeziehungen und die moderne Infrastruktur von Anfang an gern genutzt und damit gleichermaßen von der Kolonisierung profitiert. Sie ist gleichfalls frei, der Gesellschaft beizutreten.
Einen Schwerpunkt legt Herzl in der Beschreibung auf Gesundheit und Bildung. So stellt er sich Kureinrichtungen und ausgedehnte Parkanlagen vor. Die Gesundheitsversorgung ist eine Schwerpunktaufgabe der „Neuen Gesellschaft“ und die Ausbildung von der Grundschule bis zum Abschluss der Universität ist kostenfrei, allerdings für Jungen und Mädchen unterschiedlich. Im Roman stellt Herzl auch einen reformierten Strafvollzug vor, den die Besucher gar nicht als Gefängnis erkennen, sondern für eine der vielen Industriekolonien halten. Hier werden Häftlinge zur Resozialisierung zu körperlich anstrengender, aber human organisierter Arbeit eingesetzt.
Recht utopisch erscheint Herzls Vorstellung, dass in hohe Ämter der „Neuen Gesellschaft“ nicht Personen gewählt werden, die sich um das Amt bewerben, sondern nur die geeignetsten nach ihrer Leistung und Persönlichkeit. Wer Wahlkampf betreibt oder sich aktiv bewirbt, disqualifiziert sich dadurch selbst. So wird am Ende des Romans David Littwak bei der Delegiertenversammlung der „Neuen Gesellschaft“ in Abwesenheit und ohne sein Wissen von den beiden Kandidaten als Präsident der Gesellschaft vorgeschlagen und gewählt, weil der eine sich für eine 7-jährige Amtszeit zu alt fühlt und der andere sich in seiner gegenwärtigen Position für nützlicher hält.
Herzl ging in „Altneuland“ keineswegs davon aus, dass die Juden hier ausschließlich Hebräisch sprechen würden, sondern beschrieb eine mehrsprachige Gesellschaft mit den Hauptsprachen Deutsch, Hebräisch und Jiddisch, die sich an europäische Bräuche des Bürgertums hält, wozu auch Opern- und Theaterbesuche gehören. Die Mitglieder der durch den Roman ziehenden Reisegesellschaft müssen sich für den Besuch der Oper noch weiße Handschuhe kaufen.
Religion spielt in Altneuland keine besondere Rolle. Zwar lässt Herzl den Jerusalemer Tempel wieder aufgebaut sein und seine Protagonisten dort auch an einem Gottesdienst teilnehmen, lässt über dessen Ablauf aber nichts verlauten. Außer dem Tempel bestehen Synagogen, Kirchen und Moscheen und in den Hafenstädten auch buddhistische und hinduistische Tempel. Am Sedermahl in Littwaks Haus nehmen auch nichtjüdische Geistliche und sein türkischer Freund Reschid Bey teil, und im Roman spielen sowohl ein antizionistischer als auch ein der „Neuen Gesellschaft“ angehörender Rabbiner eine kleine Rolle.

### Personen
Die Figur des Architekten „Steineck“, der den Städtebau in „Altneuland“ leitet, ist einem von Herzls Freunden aus Wien, dem Architekten Oskar Marmorek nachempfunden. Dessen Bruder, der Arzt Alexander, findet gleichfalls als Akademiemitglied „Professor Dr. Steineck“ Eingang in den Roman.
Auch einigen Angehörigen der jüdischen sogenannten „besseren Gesellschaft“ Wiens, die den Zionismus und soziale Reformen belächeln oder gar verachten, setzt Herzl in Altneuland ein wenig schmeichelhaftes Denkmal.

## Wirkung
Noch im Erscheinungsjahr wurde Altneuland von Nachum Sokolow ins Hebräische übersetzt und erhielt den poetischen Titel Tel Aviv, wobei darin „Tel“ (antiker Siedlungshügel) für „alt“ steht und „Aviv“ (Frühling) für „neu“. Den Namen kannte der Übersetzer aus dem biblischen Buch Ezechiel, wo er einen Ort in Babylonien bezeichnet, an den das jüdische Volk umgesiedelt worden war (Hes 3,15 ). Nach dem übersetzten Buchtitel wurde die 1909 gegründete Stadt Tel Aviv benannt.

## Ausgaben
- Altneuland. Hermann Seemann Nachfolger, Leipzig 1902.
- Tel Aviv. Ins Hebräische übersetzt von Nachum Sokolow. HaTzfira, Warschau 1902.
- Altnayland. Ins Jiddische übersetzt von Baal-Makhshoves. 1905 (Aus dem Jiddischen transliterierter Titel).
- Wenn ihr wollt, ist es kein Märchen. Altneuland / Der Judenstaat, hrsg. von Julius H. Schoeps. Athenaeum, Bodenheim 1985, ISBN 3-7610-0384-6.
- AltNeuLand. Ein utopischer Roman, hrsg. von David Gall. haGalil. Books on Demand, Norderstedt, 2004, ISBN 3-8334-1320-4.